# Hans Griem (Ingenieur)
Hans Griem (* 11. Juli 1898 in Krembz; † 25. Dezember 1980 in Darmstadt) war von 1960 bis 1963 Präsident des Fernmeldetechnischen Zentralamtes in Darmstadt.

## Leben
Griem studierte 1921 bis 1925 an der TH München Elektrotechnik. Danach fing er als Postreferendar in Stettin 1926 bei der Deutschen Reichspost an. 1929 bestand er die Postassessor-Prüfung. Die Ernennung zum Postrat erfolgte 1931. 1934 wurde er Amtsvorsteher des Telegrafenbauamt Hamburg-Harburg, ein Jahr später wurde er ins Reichspostministerium berufen, um dort an der Fernsehkabelstrecken von Berlin über Leipzig nach München und von Berlin nach Hamburg mitzuwirken. Die Beförderung zum Oberpostrat erfolgte 1938. Die Geschäftsführung von der Deutschen Fernkabel Gesellschaft (DFKG) übernahm er 1939. Zum Ministerialrat wurde er 1942 ernannt. Nach dem Zweiten Weltkrieg führte er die DFKG in der Britischen Besatzungszone weiter. 1947 erfolgte die Versetzung zum Post- und Fernmeldetechnische Zentralamt nach Bad Salzuflen. Zwei Jahre später wurde er Abteilungsleiter für Fernmeldewesen bei der OPD Köln, im gleichen Jahr noch, bis 1954, war er Referent für Fernmeldebaudienst und Fernkabelwesen in der Hauptverwaltung für das Post- und Fernmeldewesen und später im Bundespostministerium. Von 1954 bis 1959 war er Präsident der OPD Hannover. Am 1. Januar 1960 erfolgte die Ernennung zum Präsidenten des Fernmeldetechnischen Zentralamtes, dieses Amt bekleidete er bis zum Eintritt in den Ruhestand am 1. August 1963.

## Auszeichnungen
- Träger des Großen Verdienstkreuzes des Verdienstordens der Bundesrepublik Deutschland, verliehen am 1. August 1963.

## Veröffentlichungen
- Mitherausgeber des Handwörterbuch des elektrischen Fernmeldewesens. 2. Auflage, Berlin 1970